# Mads Lisby
Mads Lisby (født 23. maj 1974) er en dansk skuespiller.
Lisby er uddannet fra Teaterskolen Holberg i 1999. Han har siden haft adskillige teaterroller, bl.a. ved Aalborg Teater, Aarhus Teater, Nørrebros Teater og Folketeatret. Han er i dag medlem af børneteaterkompagniet Hugga Bugga Teatret og har desuden medvirket i reklamefilm. Mest kendt er han dog nok for sin medvirken i tv-serien Klovn og spin-off-filmen Klovn - The Movie.

Mads Lisby er desuden også kandidat til KV21 i Holbæk kommune for Socialdemokratiet. 